# Сейса
Сейса (порт. Seiça) — район (фрегезия) в Португалии, входит в округ Сантарен. Является составной частью муниципалитета Оурен. По старому административному делению входил в провинцию Бейра-Литорал. Входит в экономико-статистический субрегион Медиу-Тежу, который входит в Алентежу. Население составляет 2253 человека на 2001 год. Занимает площадь 25,14 км².
Покровителем района считается Дева Мария (порт. Nossa Senhora da Luz).